# Renault Juvaquatre
El Renault Juvaquatre se vendió entre los años 1937 y 1960, aunque la producción se detuvo o redujo a un mínimo durante los años de la guerra. Era un automóvil de turismo comercializado por el fabricante francés Renault con carrocería hatchback de tres puertas y familiar de cinco puertas. En 1953 fue sustituido por el Renault 4CV.

## Durante la guerra
La tasa de producción del Juvaquatre disminuyó considerablemente con el inicio de la Segunda Guerra Mundial, pero siguió siendo elevada en comparación con otras marcas europeas, que habían cambiado su producción para hacer equipo militar. Después de que la Alemania nazi se hizo cargo de Francia, la producción del Juvaquatre fue reducido al mínimo (hasta después de la guerra), pero una serie muy pequeña fue producida aún en los años 1942, 1943, 1944 y 1945 para uso militar.

## Después de la guerra
La producción formal se reinició en 1946, con Renault controlada por el gobierno francés. Se hizo hincapié en una inversión masiva en herramientas para la producción masiva de la nueva 4CV, pronto se convertiría en coche más vendido de Francia.
El «Break Juva 4» (familiar) se mantuvo en producción, entre 1950 y 1953, fue renombrado como el Renault Dauphinoise y se produjo hasta el año 1960, y en sus últimos años compartió su motor con el Renault Dauphine.

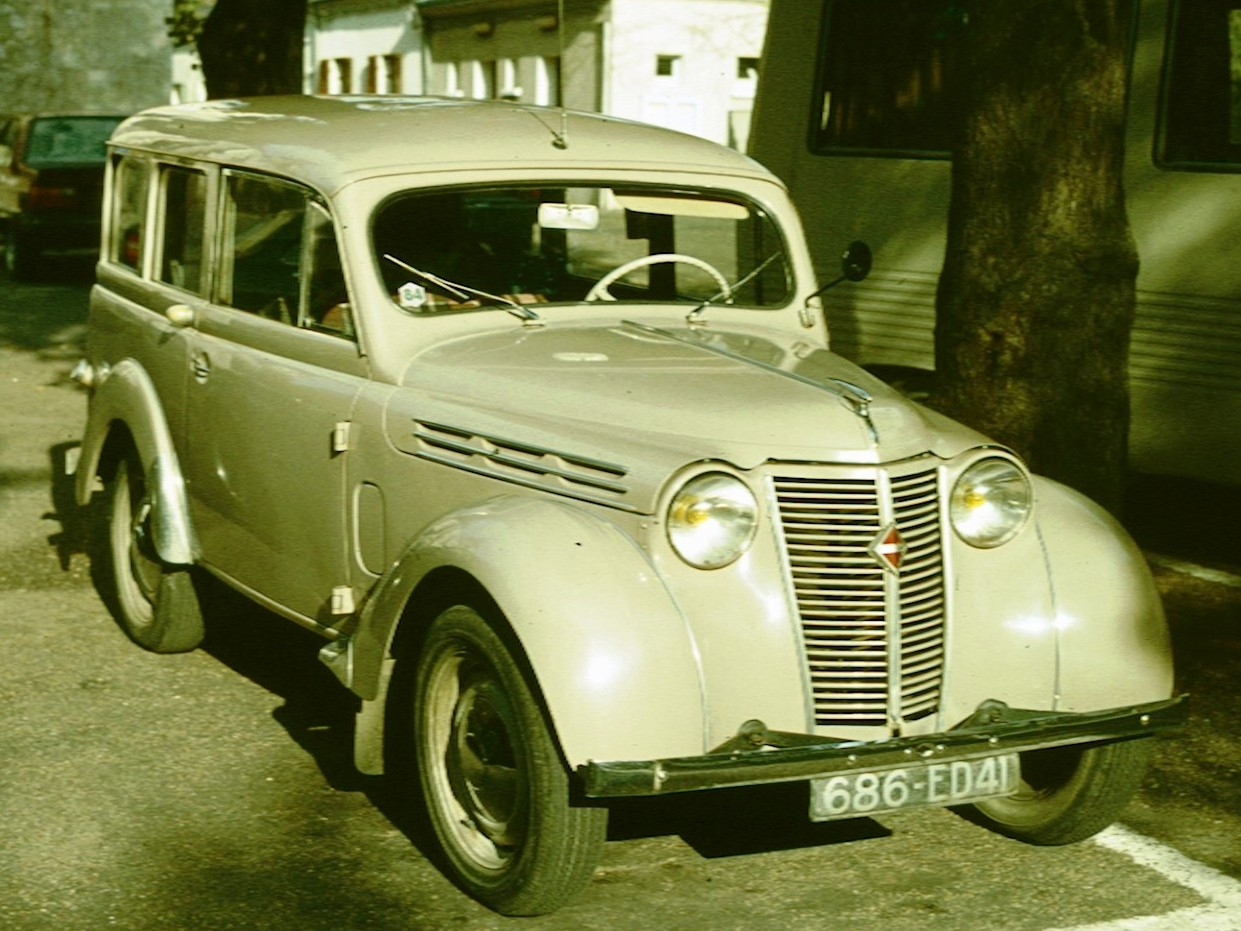
Renault Dauphinoise (también conocido como Juvaquatre familiar)

## Carrocerías
- Coupé 2 puertas
- Sedán 2 y 4 puertas
- Familiar 4 puertas
- Furgoneta 2 puertas